# Dalmatinerbahn
| Zug der Dalmatinerbahn bei der Durchfahrt in Herceg Novi (Castelnuovo) |                         |                                         |                                         |
| |                         |                                         |                                         |
| Spurweite: | 760 mm (Bosnische Spur) |                                         |                                         |
| Maximale Neigung: | 28 ‰                    |                                         |                                         |
| Minimaler Radius: | 100 m                   |                                         |                                         |
| |                         |                                         |                                         |
| \| \| \| Narentabahn von Sarajevo \| \| \| \| 0 \| Čapljina \| 9 m ü. A. \| \| \| 5 \| Gabela \| 6 m ü. A. \| \| \| \| Narentabahn nach Metković \| \| \| \| \| Narenta (130 m) \| \| \| \| \| Krupa (50 m) \| \| \| \| 8 \| Krupa \| Krupa \| \| \| 18 \| Sjekose früher Dubravica \| Sjekose früher Dubravica \| \| \| 25 \| Hrasno \| Hrasno \| \| \| 32 \| Hutovo \| 310 m ü. A. \| \| \| 38 \| Zelenikovac \| Zelenikovac \| \| \| 45 \| Turkovići \| Turkovići \| \| \| 50 \| Trnčina \| Trnčina \| \| \| 53 \| Velja Međa \| Velja Međa \| \| \| 58 \| Dvrsnica \| Dvrsnica \| \| \| 63 \| Ravno \| 319 m ü. A. \| \| \| 65 \| Čvaljina \| Čvaljina \| \| \| 69 \| Zavala \| Zavala \| \| \| 77 \| Grmljani \| Grmljani \| \| \| 82 \| Poljice \| Poljice \| \| \| 86 \| Diklići \| Diklići \| \| \| 91 \| Gojšina \| Gojšina \| \| \| 93 \| Jasenica-Lug \| Jasenica-Lug \| \| \| 98 \| Đedići \| Đedići \| \| \| 100 \| Hum \| 270 m ü. A. \| \| \| \| \| \| \| \| 105 \| Taleža \| Taleža \| \| \| 108 \| Ljubovo-Duži \| Ljubovo-Duži \| \| \| 114 \| Volujac \| Volujac \| \| \| 117 \| Trebinje[Anm. 1] \| Trebinje[Anm. 1] \| \| \| 170 \| Bileća[1] \| Bileća[1] \| \| \| 206 \| Viluse \| Viluse \| \| \| 261 \| Nikšić \| Nikšić \| \| \| \| Danilovgrad \| \| \| \| \| Podgorica \| \| \| \| 106 \| Zaplanik \| Zaplanik \| \| \| 111 \| Uskoplje \| 350 m ü. A. \| \| \| \| \| \| \| \| \| Grenze Bosnien und Herzegowina-Kroatien \| \| \| \| 115 \| Brgat \| Brgat \| \| \| 120 \| Šumet \| Šumet \| \| \| 128 \| Gruž[Anm. 2] (Dubrovnik[Anm. 3]) \| Gruž[Anm. 2] (Dubrovnik[Anm. 3]) \| \| \| 115 \| Ivanica \| Ivanica \| \| \| 122 \| Zagradinje \| Zagradinje \| \| \| 125 \| Glavska Eigentumsgrenze BHStB-kkStB \| 495 m ü. A. \| \| \| \| Grenze Bosnien und Herzegowina-Kroatien \| \| \| \| 134 \| Vojski Dol \| Vojski Dol \| \| \| 138 \| Mihanići \| 328 m ü. A. \| \| \| 149 \| Cavtat[Anm. 4] \| 126 m ü. A. \| \| \| 155 \| Čilipi \| 132 m ü. A. \| \| \| 158 \| Komaji \| Komaji \| \| \| 164 \| Gruda \| 80 m ü. A. \| \| \| 168 \| Pločice \| Pločice \| \| \| \| heutige Grenze Kroatien-Montenegro \| \| \| \| 171 \| Nagumanac (Debeli Brijeg) \| 185 m ü. A. \| \| \| 176 \| Sutorina \| 103 m ü. A. \| \| \| 180 \| Igalo \| 4 m ü. A. \| \| \| 184 \| Herceg Novi \| Herceg Novi \| \| \| 186 \| Savina \| Savina \| \| \| 189 \| Zelenika \| 2 m ü. A. \| |                         |                                         |                                         |
| Streckenprofil der Dalmatinerbahn |                         |                                         |                                         |
| Strecke |                         | Narentabahn von Sarajevo                | Narentabahn von Sarajevo                |
| Bahnhof | 0                       | Čapljina                                | 9 m ü. A.                               |
| Bahnhof | 5                       | Gabela                                  | 6 m ü. A.                               |
| Abzweig ehemals geradeaus und nach rechts |                         | Narentabahn nach Metković               | Narentabahn nach Metković               |
| Brücke über Wasserlauf (Strecke außer Betrieb) |                         | Narenta (130 m)                         | Narenta (130 m)                         |
| Brücke über Wasserlauf (Strecke außer Betrieb) |                         | Krupa (50 m)                            | Krupa (50 m)                            |
| Bahnhof (Strecke außer Betrieb) | 8                       | Krupa                                   | Krupa                                   |
| Bahnhof (Strecke außer Betrieb) | 18                      | Sjekose früher Dubravica                | Sjekose früher Dubravica                |
| Bahnhof (Strecke außer Betrieb) | 25                      | Hrasno                                  | Hrasno                                  |
| Bahnhof (Strecke außer Betrieb) | 32                      | Hutovo                                  | 310 m ü. A.                             |
| Haltepunkt / Haltestelle (Strecke außer Betrieb) | 38                      | Zelenikovac                             | Zelenikovac                             |
| Bahnhof (Strecke außer Betrieb) | 45                      | Turkovići                               | Turkovići                               |
| Bahnhof (Strecke außer Betrieb) | 50                      | Trnčina                                 | Trnčina                                 |
| Bahnhof (Strecke außer Betrieb) | 53                      | Velja Međa                              | Velja Međa                              |
| Haltepunkt / Haltestelle (Strecke außer Betrieb) | 58                      | Dvrsnica                                | Dvrsnica                                |
| Bahnhof (Strecke außer Betrieb) | 63                      | Ravno                                   | 319 m ü. A.                             |
| Haltepunkt / Haltestelle (Strecke außer Betrieb) | 65                      | Čvaljina                                | Čvaljina                                |
| Bahnhof (Strecke außer Betrieb) | 69                      | Zavala                                  | Zavala                                  |
| Haltepunkt / Haltestelle (Strecke außer Betrieb) | 77                      | Grmljani                                | Grmljani                                |
| Bahnhof (Strecke außer Betrieb) | 82                      | Poljice                                 | Poljice                                 |
| Haltepunkt / Haltestelle (Strecke außer Betrieb) | 86                      | Diklići                                 | Diklići                                 |
| Haltepunkt / Haltestelle (Strecke außer Betrieb) | 91                      | Gojšina                                 | Gojšina                                 |
| Bahnhof (Strecke außer Betrieb) | 93                      | Jasenica-Lug                            | Jasenica-Lug                            |
| Bahnhof (Strecke außer Betrieb) | 98                      | Đedići                                  | Đedići                                  |
| Bahnhof (Strecke außer Betrieb) | 100                     | Hum                                     | 270 m ü. A.                             |
| Abzweig geradeaus und nach links (Strecke außer Betrieb) · Strecke von rechts (außer Betrieb) |                         |                                         |                                         |
| Strecke (außer Betrieb) · Bahnhof (Strecke außer Betrieb) | 105                     | Taleža                                  | Taleža                                  |
| Strecke (außer Betrieb) · Bahnhof (Strecke außer Betrieb) | 108                     | Ljubovo-Duži                            | Ljubovo-Duži                            |
| Strecke (außer Betrieb) · Bahnhof (Strecke außer Betrieb) | 114                     | Volujac                                 | Volujac                                 |
| Strecke (außer Betrieb) · Bahnhof (Strecke außer Betrieb) | 117                     | Trebinje                                | Trebinje                                |
| Strecke (außer Betrieb) · Spitzkehrbahnhof links (Strecke außer Betrieb) | 170                     | Bileća                                  | Bileća                                  |
| Strecke (außer Betrieb) · Bahnhof (Strecke außer Betrieb) | 206                     | Viluse                                  | Viluse                                  |
| Strecke (außer Betrieb) · Bahnhof (Strecke außer Betrieb) | 261                     | Nikšić                                  | Nikšić                                  |
| Strecke (außer Betrieb) · Bahnhof (Strecke außer Betrieb) |                         | Danilovgrad                             | Danilovgrad                             |
| Strecke (außer Betrieb) · Kopfbahnhof Streckenende (Strecke außer Betrieb) |                         | Podgorica                               | Podgorica                               |
| Bahnhof (Strecke außer Betrieb) | 106                     | Zaplanik                                | Zaplanik                                |
| Bahnhof (Strecke außer Betrieb) | 111                     | Uskoplje                                | 350 m ü. A.                             |
| Strecke von links (außer Betrieb) · Abzweig geradeaus und nach rechts (Strecke außer Betrieb) |                         |                                         |                                         |
| Grenze (Strecke außer Betrieb) · Strecke (außer Betrieb) |                         | Grenze Bosnien und Herzegowina-Kroatien |                                         |
| Bahnhof (Strecke außer Betrieb) · Strecke (außer Betrieb) | 115                     | Brgat                                   | Brgat                                   |
| Bahnhof (Strecke außer Betrieb) · Strecke (außer Betrieb) | 120                     | Šumet                                   | Šumet                                   |
| Kopfbahnhof Streckenende (Strecke außer Betrieb) · Strecke (außer Betrieb) | 128                     | Gruž (Dubrovnik)                        | Gruž (Dubrovnik)                        |
| Haltepunkt / Haltestelle (Strecke außer Betrieb) | 115                     | Ivanica                                 | Ivanica                                 |
| Haltepunkt / Haltestelle (Strecke außer Betrieb) | 122                     | Zagradinje                              | Zagradinje                              |
| Bahnhof (Strecke außer Betrieb) | 125                     | Glavska Eigentumsgrenze BHStB-kkStB     | 495 m ü. A.                             |
| Grenze (Strecke außer Betrieb) |                         | Grenze Bosnien und Herzegowina-Kroatien | Grenze Bosnien und Herzegowina-Kroatien |
| Haltepunkt / Haltestelle (Strecke außer Betrieb) | 134                     | Vojski Dol                              | Vojski Dol                              |
| Bahnhof (Strecke außer Betrieb) | 138                     | Mihanići                                | 328 m ü. A.                             |
| Bahnhof (Strecke außer Betrieb) | 149                     | Cavtat                                  | 126 m ü. A.                             |
| Bahnhof (Strecke außer Betrieb) | 155                     | Čilipi                                  | 132 m ü. A.                             |
| Haltepunkt / Haltestelle (Strecke außer Betrieb) | 158                     | Komaji                                  | Komaji                                  |
| Bahnhof (Strecke außer Betrieb) | 164                     | Gruda                                   | 80 m ü. A.                              |
| Haltepunkt / Haltestelle (Strecke außer Betrieb) | 168                     | Pločice                                 | Pločice                                 |
| Grenze (Strecke außer Betrieb) |                         | heutige Grenze Kroatien-Montenegro      | heutige Grenze Kroatien-Montenegro      |
| Haltepunkt / Haltestelle (Strecke außer Betrieb) | 171                     | Nagumanac (Debeli Brijeg)               | 185 m ü. A.                             |
| Bahnhof (Strecke außer Betrieb) | 176                     | Sutorina                                | 103 m ü. A.                             |
| Bahnhof (Strecke außer Betrieb) | 180                     | Igalo                                   | 4 m ü. A.                               |
| Haltepunkt / Haltestelle (Strecke außer Betrieb) | 184                     | Herceg Novi                             | Herceg Novi                             |
| Haltepunkt / Haltestelle (Strecke außer Betrieb) | 186                     | Savina                                  | Savina                                  |
| Kopfbahnhof Streckenende (Strecke außer Betrieb) | 189                     | Zelenika                                | 2 m ü. A.                               |

Die Dalmatinerbahn oder Zelenika-Bahn war eine schmalspurige Bahnstrecke in Bosnischer Spurweite von Čapljina nach Zelenika mit Flügelbahnen von Hum nach Podgorica und von Uskoplje nach Gruž bei Dubrovnik.

## Geografische Lage
Die Bahnstrecke verlief in den habsburgischen Ländern Bosnien und Herzegowina und Königreich Dalmatien im heutigen Bosnien und Herzegowina, Kroatien und Montenegro.

## Geschichte

### Vorgeschichte

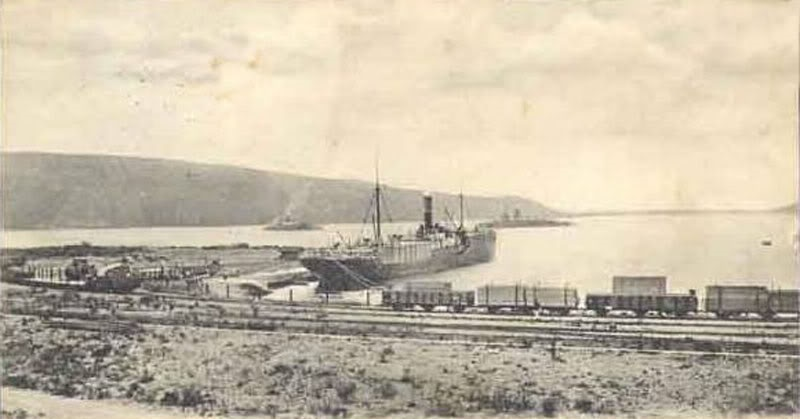
Die Erschließung von Zelenika durch die Dalmatinerbahn erfolgte vor allem aus militärischen Interessen.

Im österreichischen Königreich Dalmatien der Österreichisch-Ungarischen Monarchie wurde ein großer Teil des Personen- und Güterverkehrs mit Schiffsverbindungen an der nördlichen Adriaküste abgedeckt. Die k.u.k. Armeeführung befürchtete im Fall einer Eroberung der Hoheitsgewässer durch Italien, dass Dalmatien von Österreich abgeschnitten gewesen wäre. Die nach der Besetzung Bosniens und Herzegowinas erbaute Bosna- und Narentabahn stellte ab 1891 eine Landverbindung nach Österreich-Ungarn her.
Die parallel zur Küste Dalmatiens verlaufende Bahnstrecke verband Gabela an der Narentabahn mit dem damaligen Marinehafen Zelenika in der Bucht von Kotor (Bucht von Cattaro). Der Bau der Dalmatinerbahn erfolgte in erster Linie aus militärischen und strategischen Interessen. Aber auch der touristische Wert der Bahn war unbestritten.
Rivalitäten zwischen Österreich und Ungarn verhinderten die Anbindung des dalmatischen Hafens Split an die Eisenbahn. Als Ersatz wurde der Bau einer Abzweigung von Uskoplje nach Gruž, dem Hafen von Dubrovnik, an die Hand genommen. Der Bau dieser Flügellinie erfolgte aus wirtschaftlichen Interessen, denn die dalmatinische Hafenstadt Gruž bot zwar weniger Platz als Split, war aber im Gegensatz zu Metković an der Narentabahn mit großen Handelsschiffen erreichbar. Dubrovnik wünschte zum ersten Mal 1868 eine Bahnanbindung, traf aber vor der Okkupation Bosniens auf geringe Zustimmung in Wien.
Die Stichstrecke von Hum nach Trebinje wurde für die Versorgung der an der montenegrinischen Grenze gelegenen Garnison errichtet und ermöglichte die Erschließung des dortigen Obst-, Tabak- und Weinanbaugebiets.

### Bau und erste Betriebsjahre

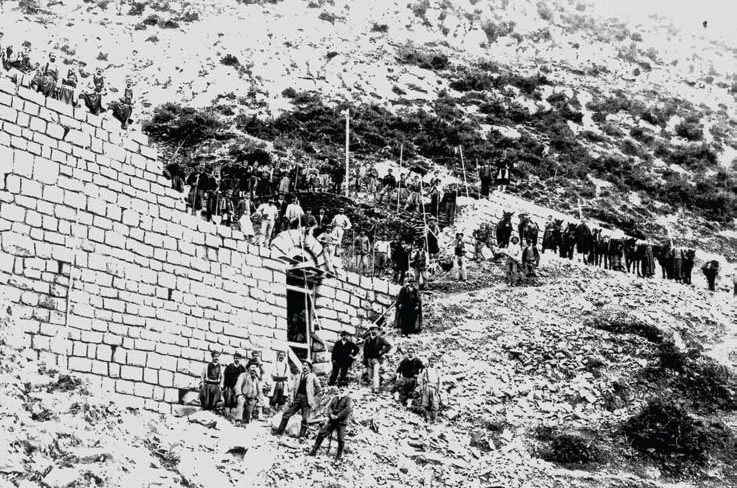
Bauarbeiten der Bahnstrecke Gabela–Zelenika bei Sutorina.

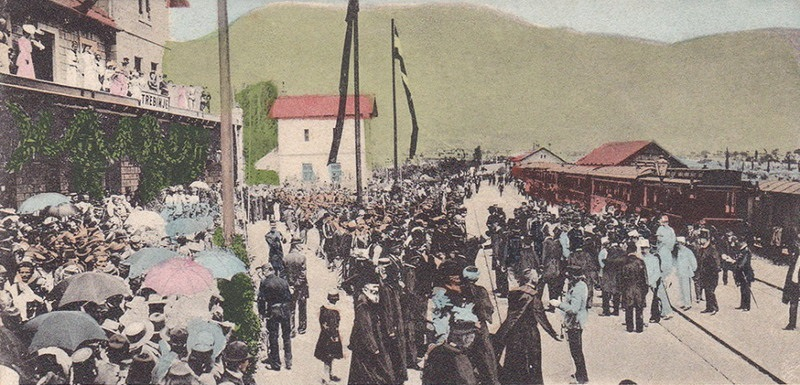
Feierlichkeiten zur Eröffnung der Dalmatinerbahn in Trebinje.

1897 wurden die Planungs- und Aussteckungsarbeiten aufgenommen. Die Linienführung wurde nicht entlang der Küste gewählt, um die Bahn vor Artilleriebeschuss aus der Adria zu schützen. Der eigentliche Bau der Strecke begann ein Jahr später und war mit großen Schwierigkeiten verbunden. Die klimatischen Bedingungen mit Höchsttemperaturen im Sommer und der eisigen Bora und sintflutartigen Regengüssen im Herbst und Winter gestalteten die Arbeiten äußerst schwierig. Im Narentatal kam es zum Ausbruch von Malaria unter den Bauarbeitern. Ab Hum musste ein wasserloses und unbewohntes Karstgebiet überwunden werden. Das Wasser für die Arbeiter und für den Betrieb der Dampflokomotiven konnte nur mittels tiefer Brunnen und Regenwasser in Zisternen beschafft werden.
Am 16. Juli 1901 wurde die Strecke Gabela–Hum–Uskoplje–Zelenica, am 17. Juli 1901 wurden die Strecken Hum–Trebinje und Uskoplje–Gruž im Beisein höchster Würdenträger aus Politik und Verwaltung eröffnet. Der Streckenabschnitt Čapljina–Hum–Trebinje/Uskoplje–Glavska gehörte den Bosnisch–Herzegowinischen Staatsbahnen (BHStB). Die Teilstücke Uskoplje–Zelenika und Glavska–Gruž standen im Eigentum der k.k. Staatsbahnen (kkStB), wurden jedoch von den BHStB betrieben. Die von Sarajevo nach Gruž verkehrenden Reisezüge waren mit komfortablen Wagenmaterial ausgestattet. Nach vier Betriebsjahren wurden auf der Dalmatinerbahn 126 000 Passagiere und 28 Millionen Bruttotonnen Güter transportiert. Im Güterverkehr stellte sich der Betrieb der steilen Strecke als kostspielig heraus. Trotzdem entwickelte sich der Hafen von Dubrovnik in Gruž zum Hauptumschlagort für bosnische Güter.

### Erster Weltkrieg

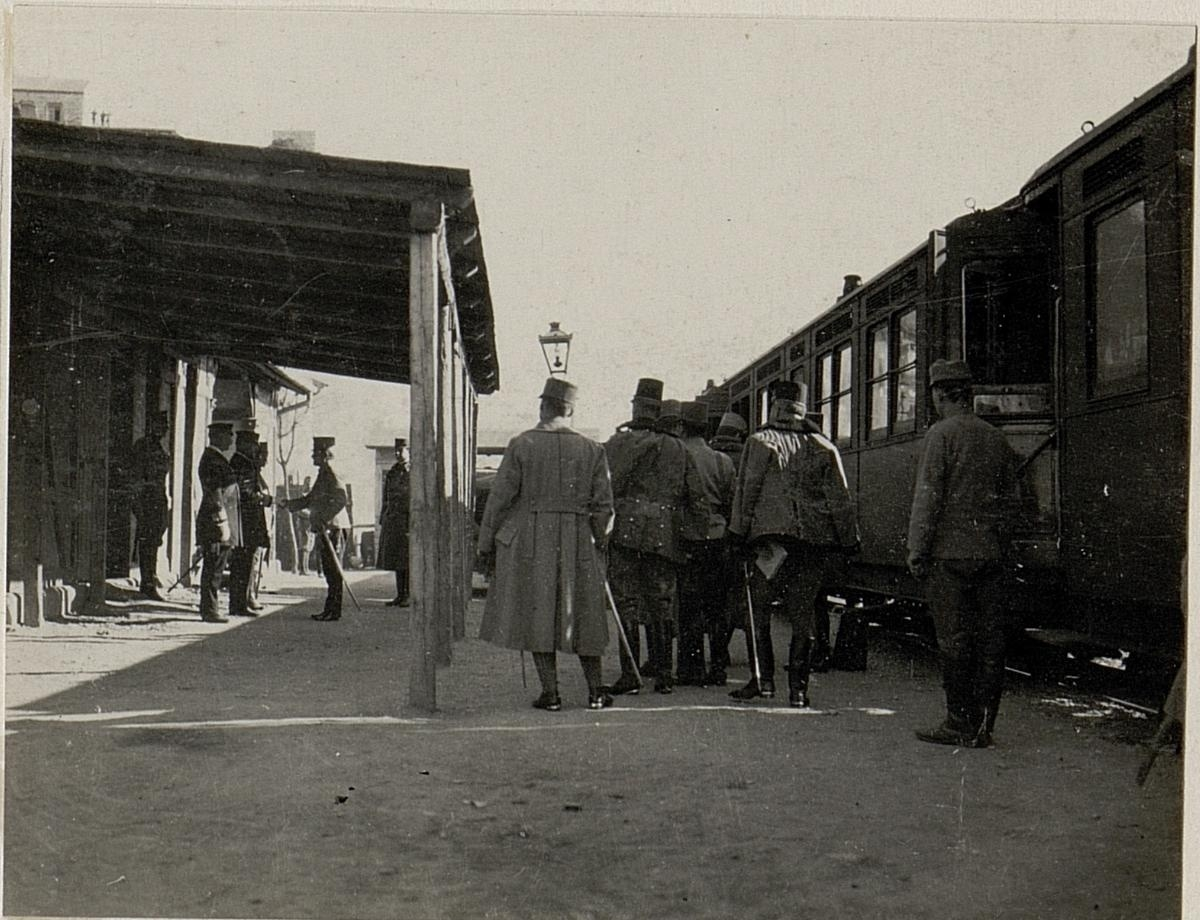
Begrüßung des österreichisch-ungarischen Generalobersten Hermann Kövess von Kövesshaza durch das Kriegshafenkommando am Bahnhof Herceg Novi, 12. Februar 1916

Zu Beginn des 20. Jahrhunderts war ein rascher Transport der Truppen und des Materials durch die Eisenbahn eine wichtige Voraussetzung für eine erfolgreiche Kriegsführung. Die geringe Kapazität des bosnisch-herzegowinischen Schmalspurnetzes wurde zu Beginn des Ersten Weltkriegs offensichtlich. Die Ost- und Südgrenze Bosniens und der Herzegowina zählten zu den wichtigsten militärischen Operationslinien der österreichisch-ungarischen Offensive gegen Serbien und Montenegro. Fehlender Nachschub war eine wichtige Ursache dafür, dass ein Sieg nicht rasch erzielt wurde.

### Königreich Jugoslawien
Nach dem Zusammenbruch der Habsburger Monarchie kam die Dalmatinerbahn zu den Eisenbahnen des Königreichs Serbien, Kroatien und Slowenien (SHS) und später zu den Jugoslawischen Staatsbahnen (JDŽ/JŽ). Das bestehende Schienennetz wurde ergänzt und die Zweiglinie Hum–Trebinje am 20. November 1931 um 42,3 Kilometer nach Bileća verlängert. Am 12. Juli 1938 konnte die 71,3 Kilometer lange Fortsetzung nach Nikšić dem Verkehr übergeben werden.

### Sozialistisches Jugoslawien

Betrieb im Bahnhof Dubrovnik sowie ein Wagen der Straßenbahn Dubrovnik (1968)

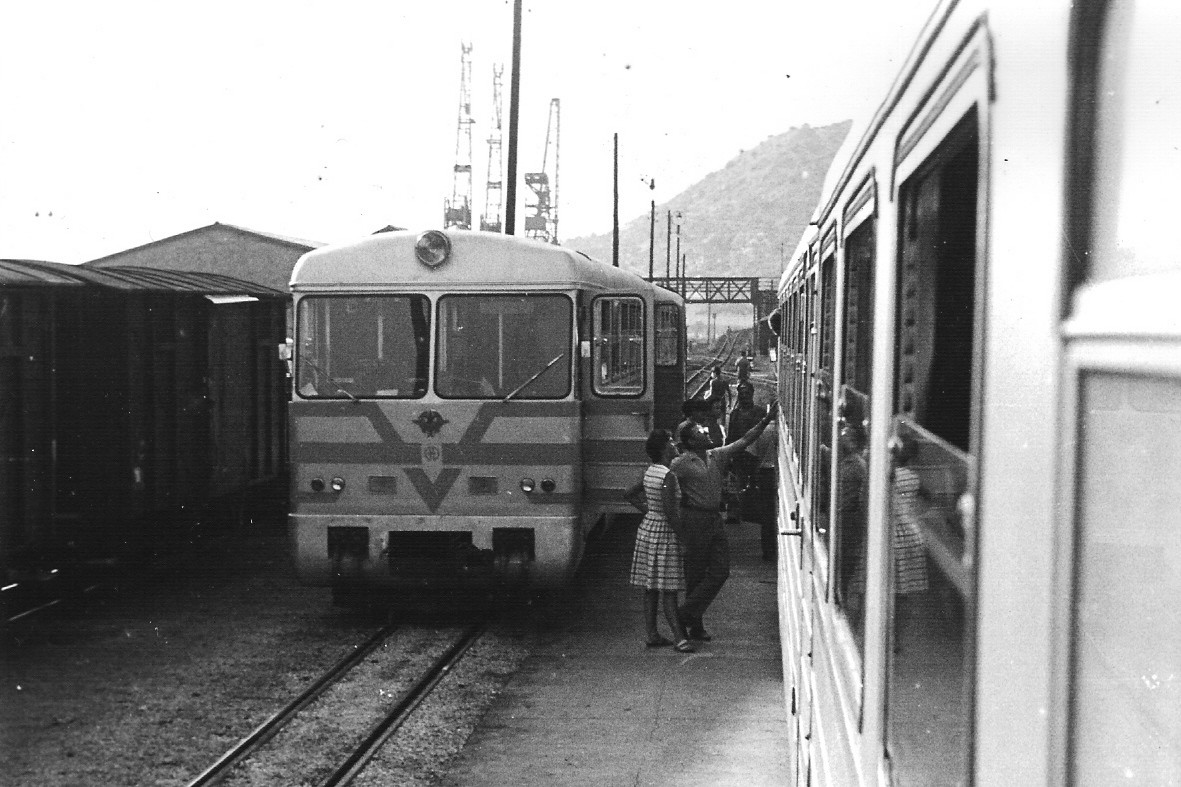
Triebwagen der JŽ-Baureihe 802 in den 1960er-Jahren in Gruž/Dubrovnik.

Ab 1948 wurde die Strecke noch einmal hinter Nikšić bis Podgorica verlängert. 
 Dort bestand damals Anschluss an die Antivari-Bahn, die allerdings in ihrem nördlichen Abschnitt in der Spurweite von 600 mm ausgeführt war. Das Netz der Dalmatinerbahn hatte damit seine größte Ausdehnung erreicht, was aber nur etwa 15 Jahre währte. Die Bahn litt zunehmend unter der Konkurrenz durch den Straßenverkehr. Die Hauptlinien des jugoslawischen Schmalspurnetzes wurden auf Normalspur umgespurt, so etwa 1965 auch die Strecke Nikšić–Podgorica. In den letzten Betriebsjahren betrug die Fahrzeit der schnellsten Züge zwischen Čapljina und Dubrovnik knapp drei Stunden (Durchschnittsgeschwindigkeit 44 km/h) und zwischen Čapljina und Nikšić 6:40 Stunden (Durchschnittsgeschwindigkeit: 39 km/h).
Ein anderer Teil der Strecken wurde aufgegeben. Titos Ambitionen galten einer besseren Anbindung Belgrads ans Meer. Die in den 1960er Jahren geplante Bahnstrecke Belgrad–Bar führt statt über Sarajevo über Montenegro an die Adriaküste. Damit verlor die Dalmatinerbahn für den Transitverkehr an Bedeutung. Der letzte Zug nach Zelenika fuhr am 30. Juni 1968 und am 30. Mai 1976 nach Dubrovnik.

## Streckenbeschreibung
Der 114 Kilometer lange herzegowinische Abschnitt nach Glavska begann in Gabela. Von Čapljina nach Gabela benutzten die Züge der Dalmatinerbahn das Gleis der Narentabahn mit. Kurz nach der Abzweigung überquerte die Bahn auf einer 130 Meter langen Eisenbahnbrücke die Narenta (Neretva) und nachher die Krupa. Mit Hilfe einer Kehrschleife überwanden die Züge einen Höhenzug, um anschließend mit einem Gefälle von 12 bis 17 Promille bei Hutovo ins Trebišnjica-Tal zu gelangen. Auf diesem Abschnitt führte die Bahn über mehrere große Dämme, durch Felseinschnitte und Tunnels. Die Trasse folgte auf der rechten Talseite der Trebišnjica, um vor deren Überschwemmungen geschützt zu sein, und gelangte bei Turkovići in das Popovo Polje. Bei Poljice hatte die Dalmatinerbahn das Ende des Popovo Polje erreicht und folgte der Trebišnjica weiter nach Hum, wo die 16,6 Kilometer langen Stichstrecke nach Trebinje abzweigte.
Die Stammstrecke verließ bei Hum das Trebišnjica-Tal. Bei Uskoplje verzweigte die Bahn. Eine Stichstrecke mit 16,5 Kilometer Länge überquerte die Grenze zu Dalmatien und führte hinunter zum dalmatischen Adriahafen in Gruž, wozu sie die Hilfe eines 276 Meter langen Kehrtunnels und einer Kehrschleife in Anspruch nahm. Die Hauptstrecke führte weiter nach Glavska, um dort den höchsten Punkt der Strecke und die Grenze zu Dalmatien zu erreichen.
Vom Hochplateau von Glavska führte das 53,4 Kilometer lange dalmatische Teilstück zunächst mit 20 bis 25 Promille Gefälle durch einen 410 Meter langen Kehrtunnel und einer Kehrschleife nach Čilipi hinunter. Von Gruda stieg die Trasse wieder mit 25 Promille an, um einen Höhenrücken von 185 Metern Meereshöhe zu überwinden. Die letzten Kilometer führten hinunter zum Endbahnhof Zelenika an der landschaftlich reizvollen Bucht von Kotor.

## Heutige Nutzung
Ein Großteil der Trasse wird als Fahrweg genutzt. Andere Abschnitte dienen als Zufahrtsstraßen zu Wohnhäusern und wurden asphaltiert. Auf dem ehemaligen Bahnhofsgelände von Gruž befinden sich der Busbahnhof und Anlagen des Fährhafens. Das Teilstück zwischen Igalo und Zelenika dient heute als landschaftlich attraktive Fußgängerverbindung entlang der Adriaküste.
Heute verläuft auf einem Teilstück dieser Bahnstrecke der Ćirco-Trail – ein von der Europäischen Union finanzierter Radweg von Mostar nach Dubrovnik.

## Bildergalerien

### Aufnahmen aus der Betriebszeit

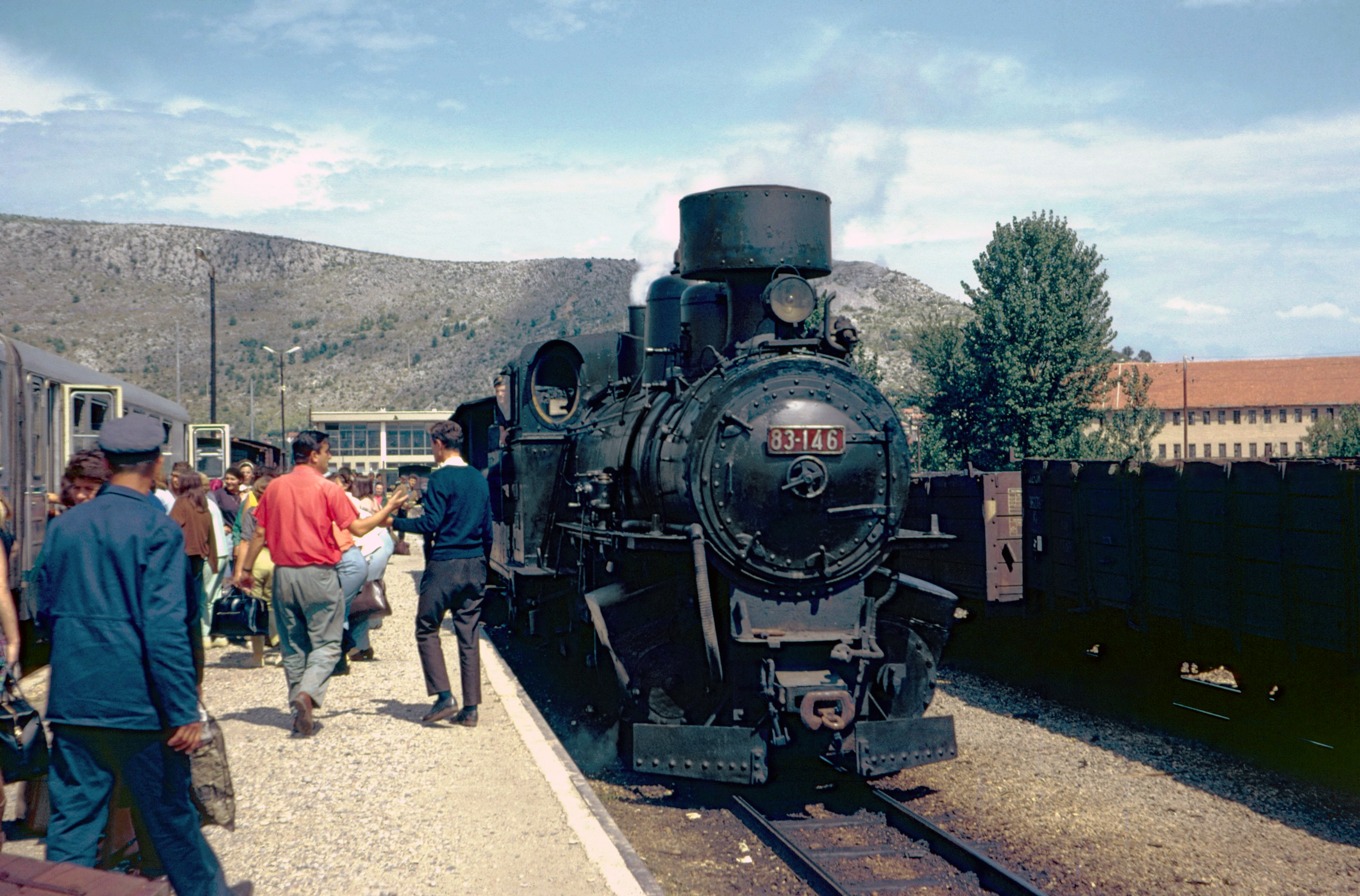
Lokomotive JŽ 83-146 mit einem Personenzug in Čapljina, 1968.
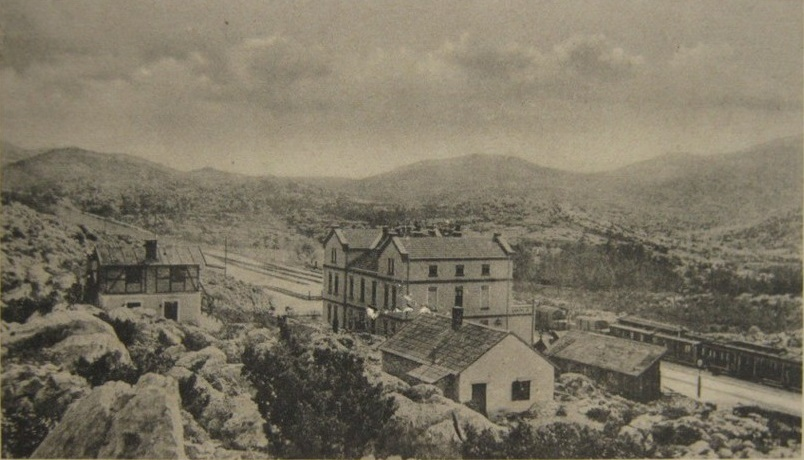
In Uskoplje zweigte die Zweigstrecke nach Gruž ab.
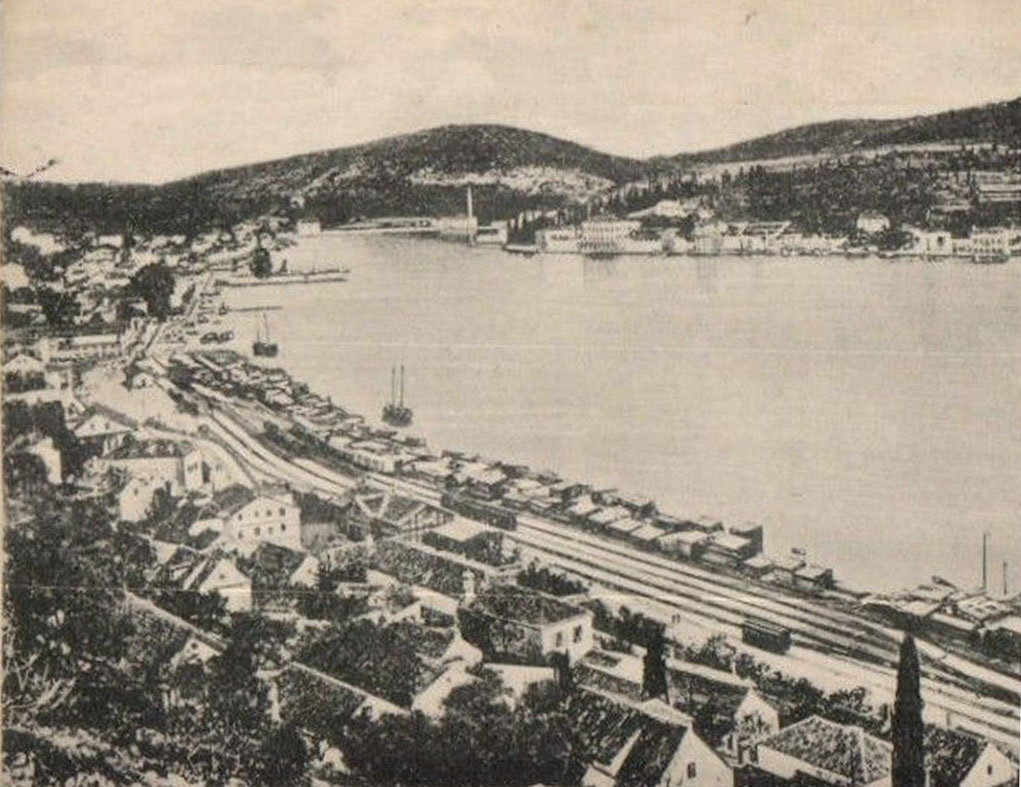
Der Hafen Gruž bei Dubrovnik entwickelte sich zu einem wichtigen Umschlagsplatz.
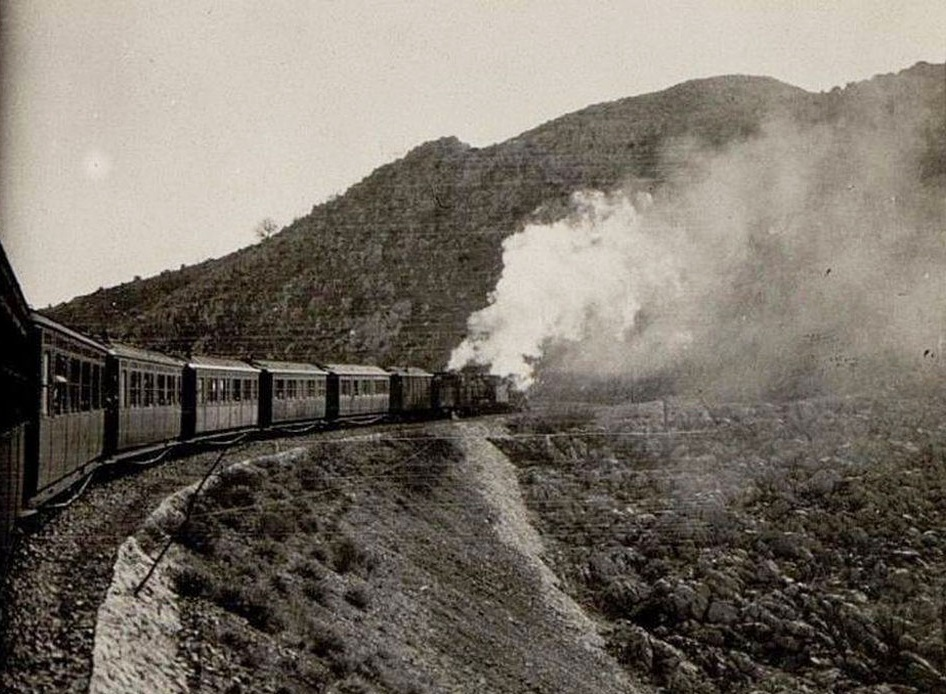
Nach Zelenika fahrender Reisezug mit Vorspann bei Cavtat.
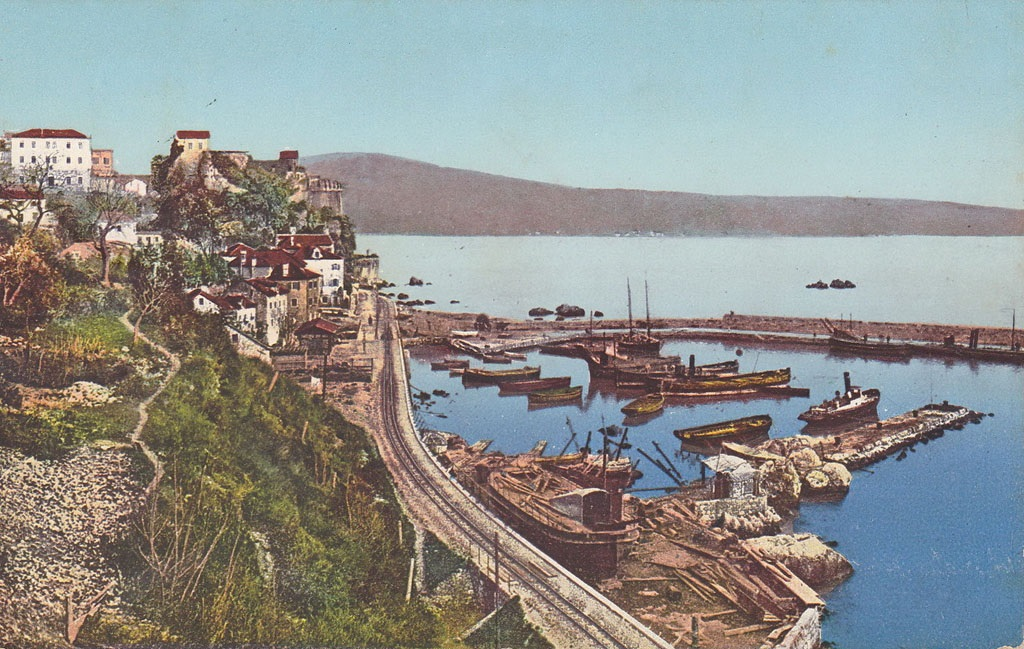
Bei Herceg Novi bot die Bahn einen reizvollen Ausblick auf den Hafen und das Meer.
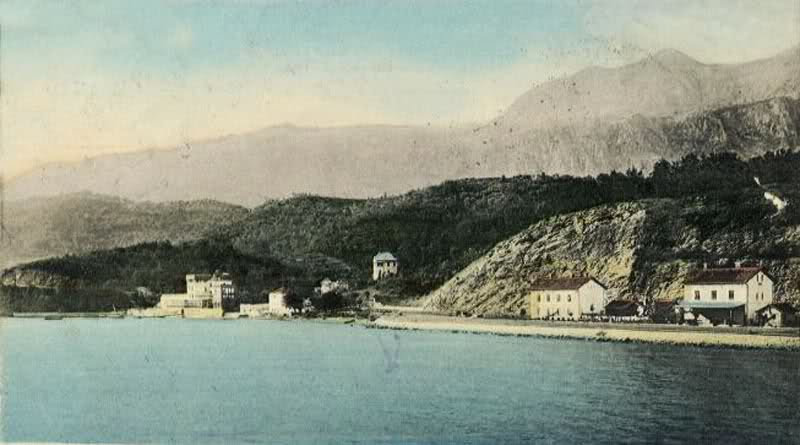
Die Endstation Zelenika war der südlichste Bahnhof der Donaumonarchie.

### Nachnutzung der Infrastruktur

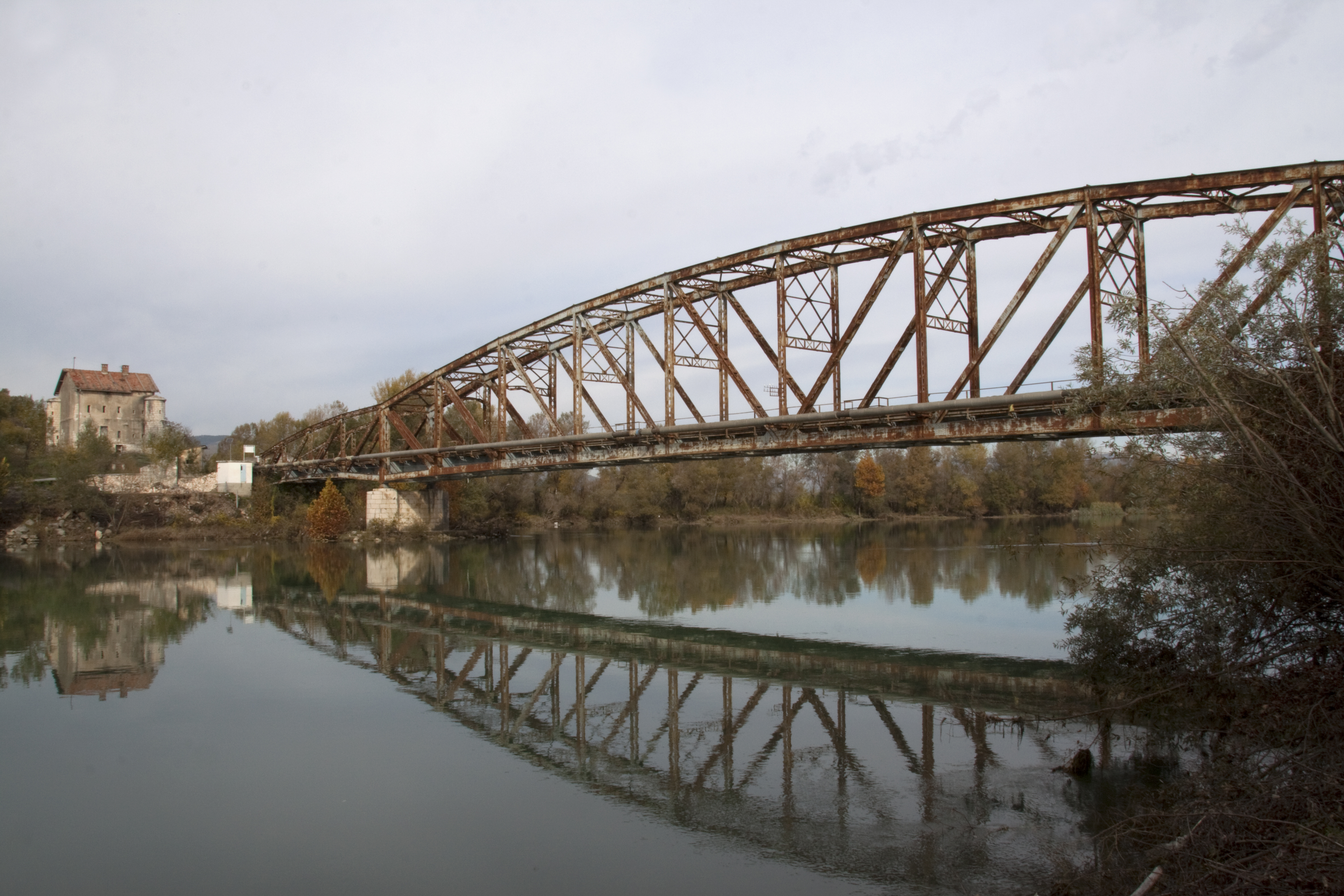
Die Narenta-Brücke bei Gabela dient nun dem Straßenverkehr.
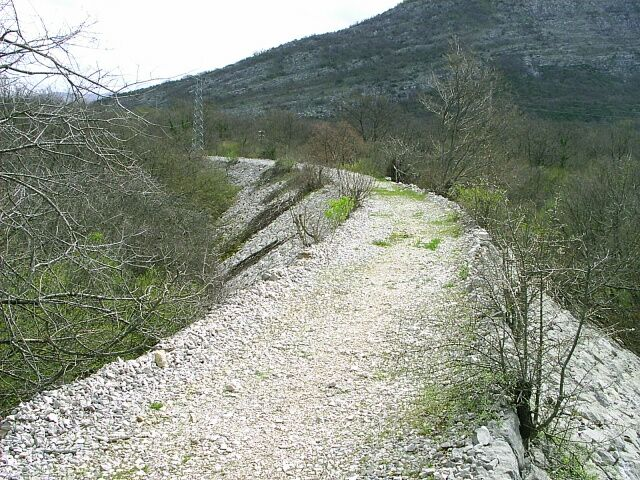
Bahndamm mit Schotterbett beim Popovo Polje.
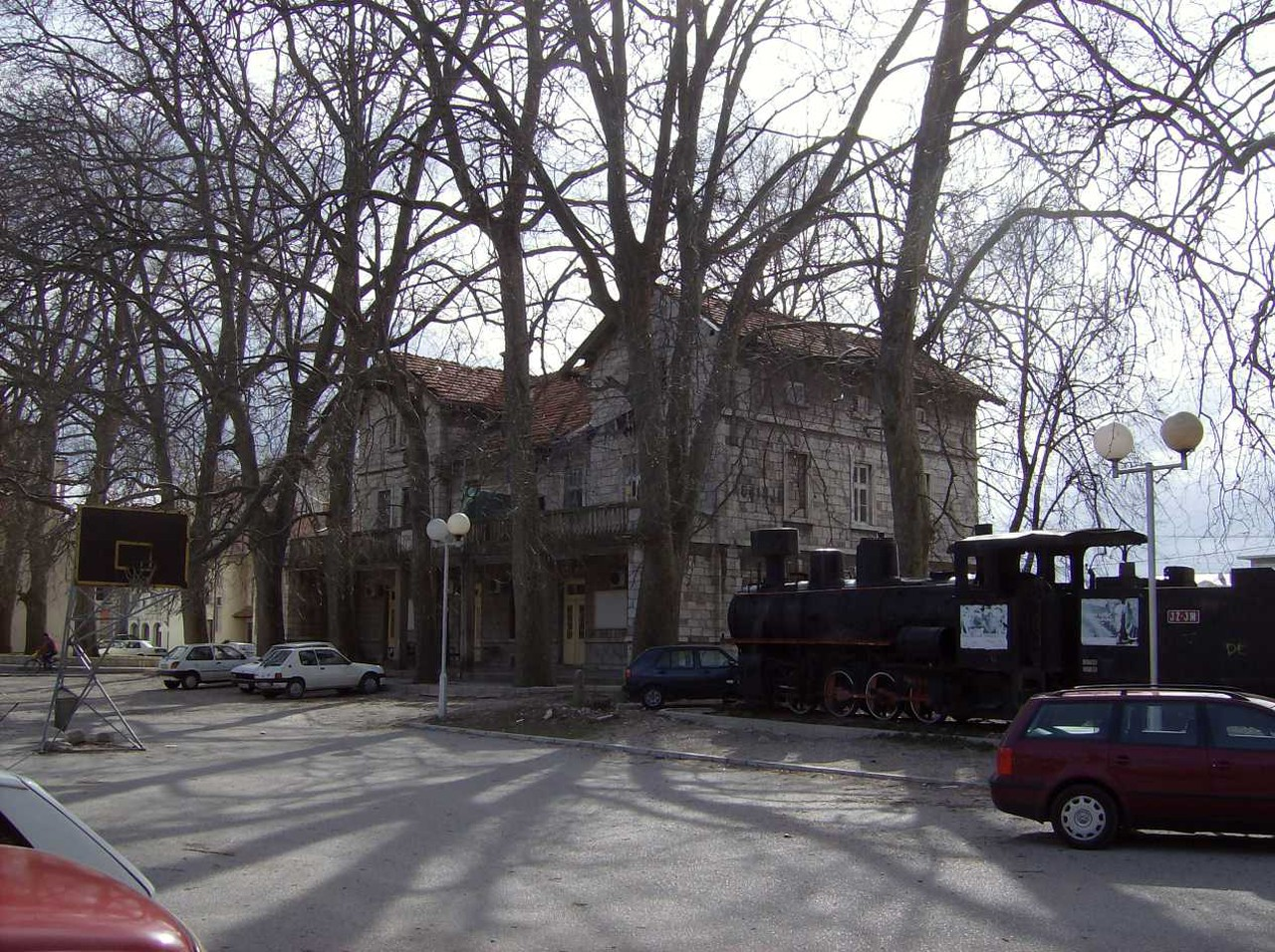
Neben dem früheren Bahnhof Trebinje erinnert eine Lokomotive der Reihe 83 an die Dalmatinerbahn.
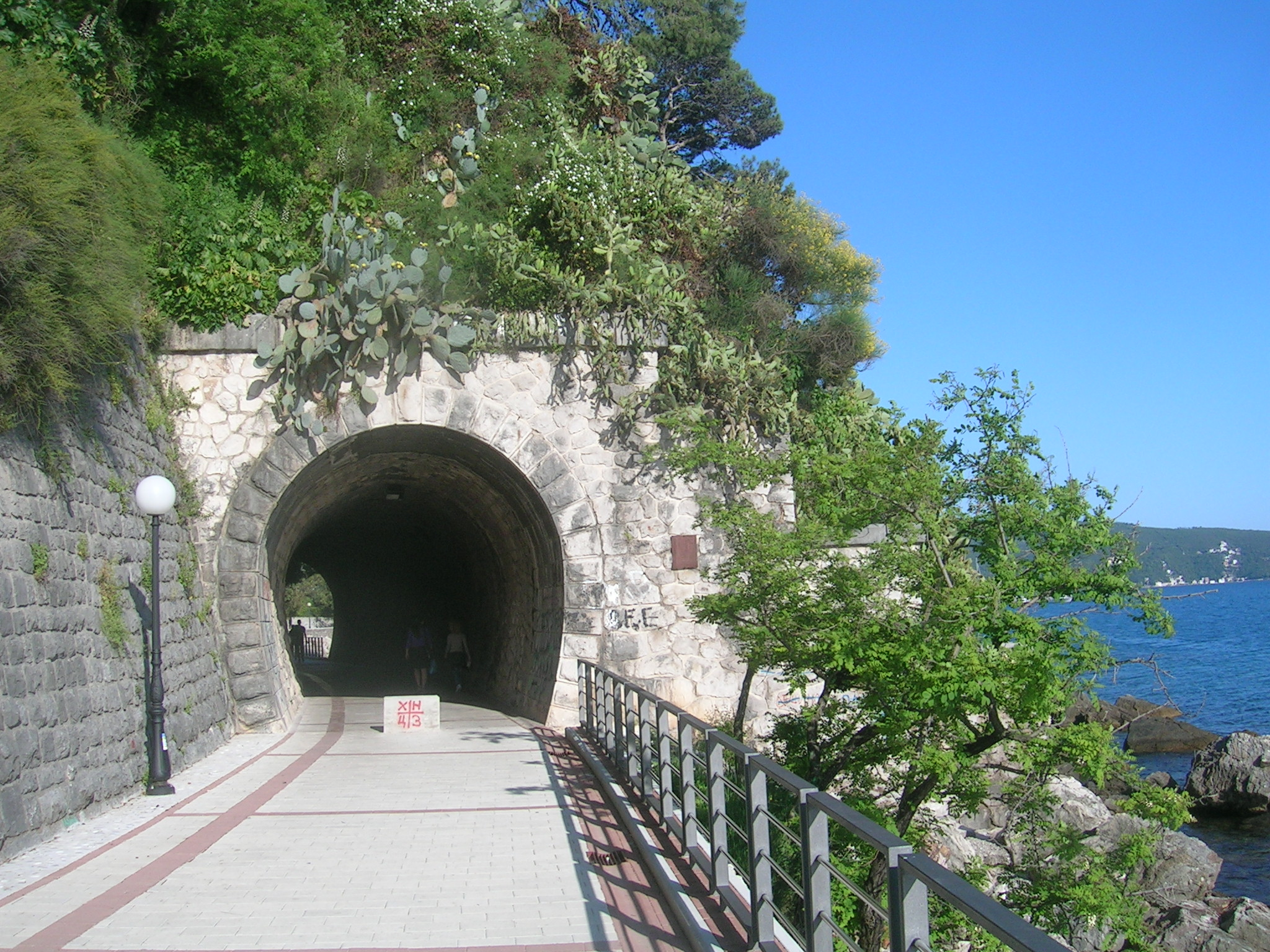
Die Bahntrasse bei Herceg Novi dient heute als Fußweg, um entlang der Bucht von Kotor zu flanieren.
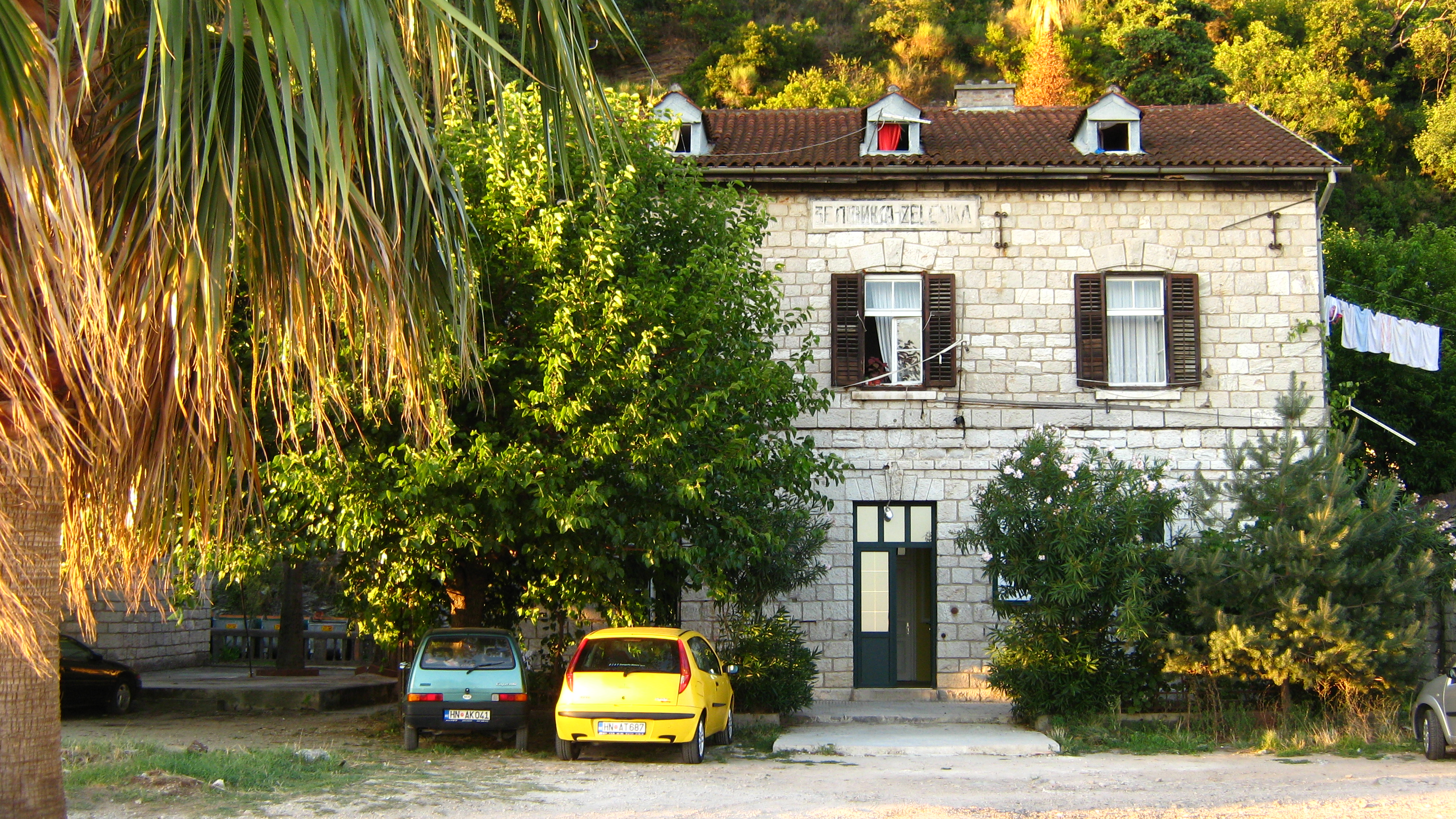
Das Stationsgebäude von Zelenika wird als Wohnhaus genutzt.
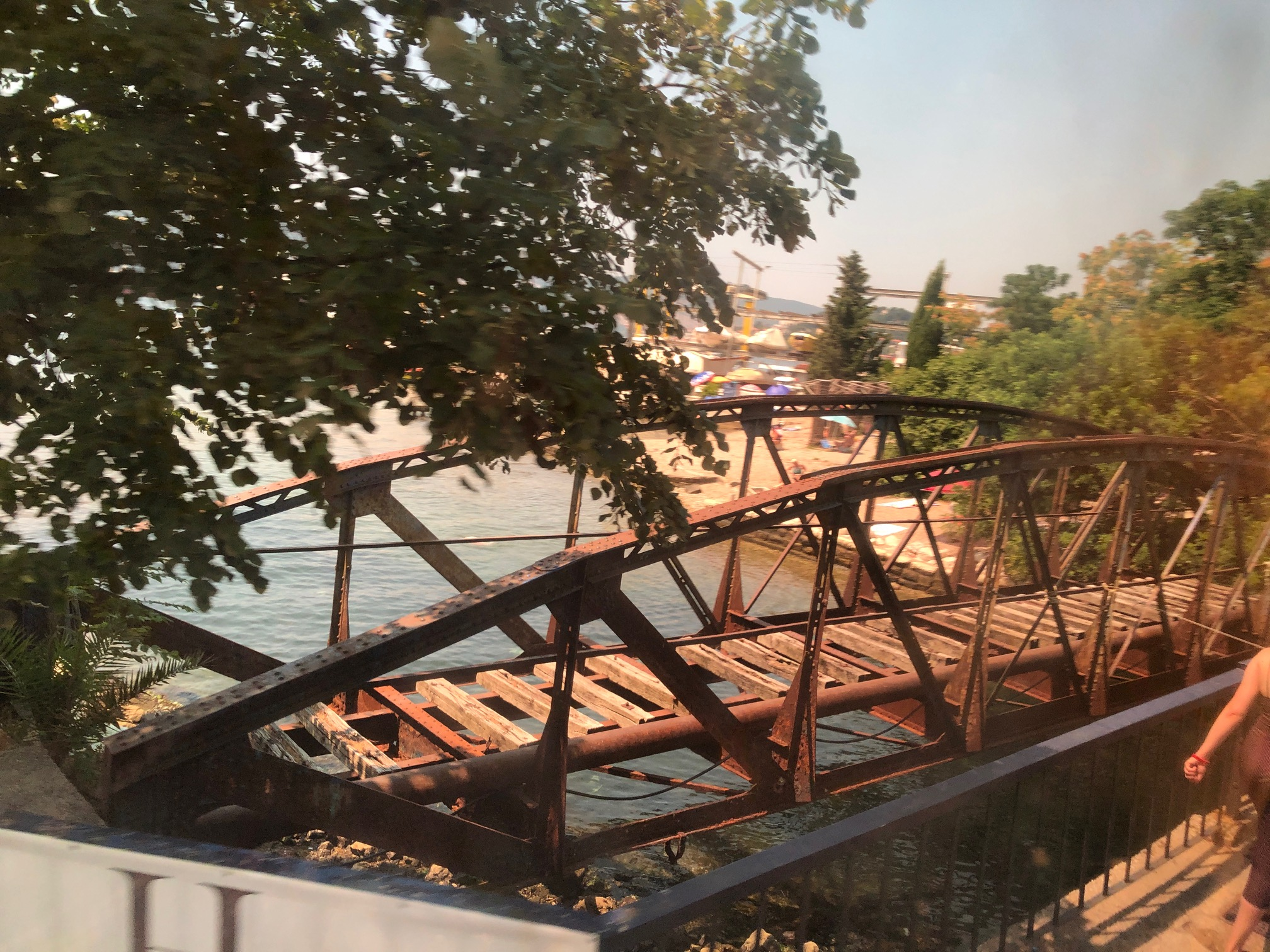
Noch erhaltene vormalige Bahnbrücke in Herceg Novi kurz vor dem Ziel im Stadtteil Zelenika
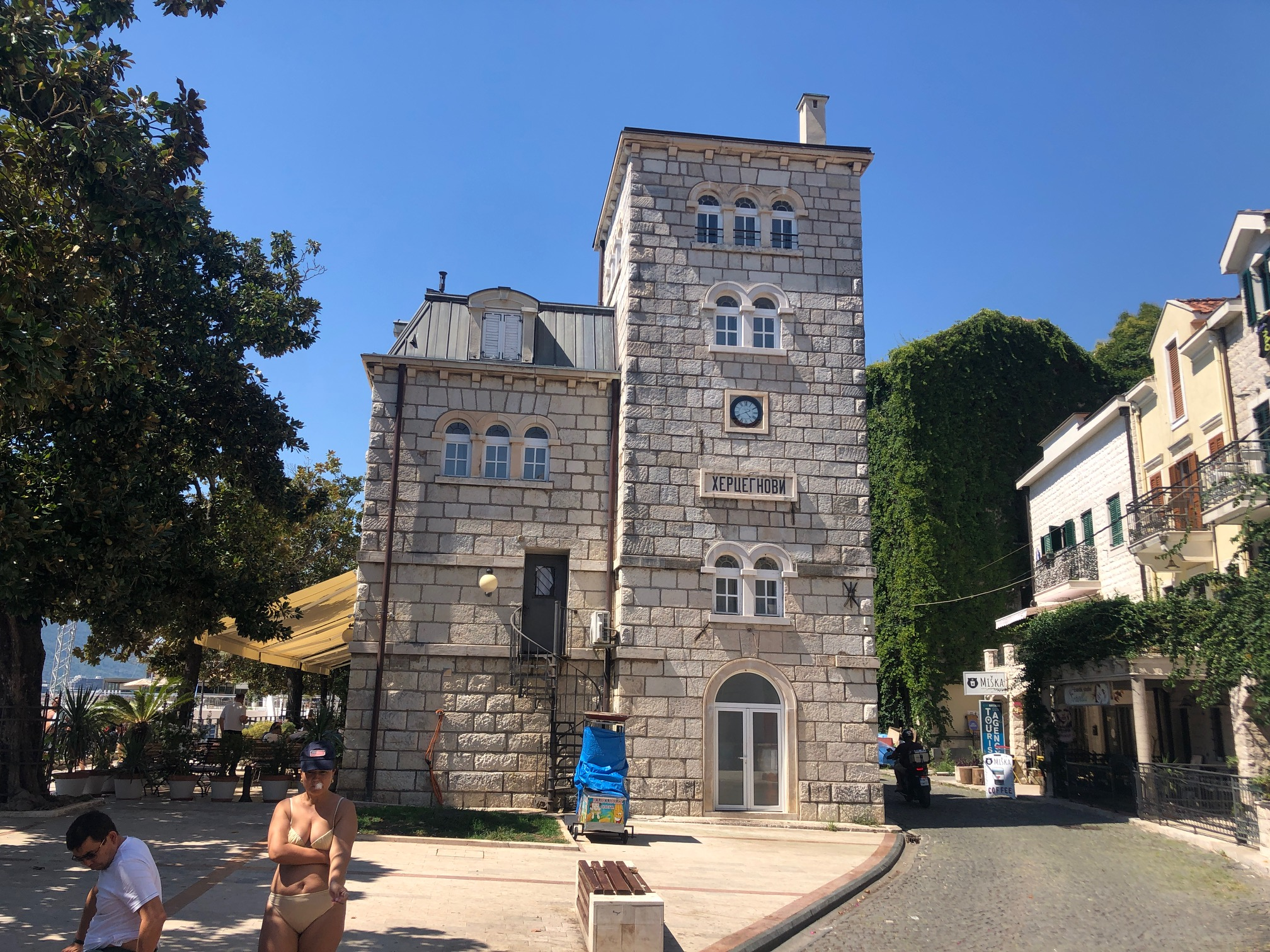
Der ehemalige Bahnhof von Herceg Novi am Hafen ist heute ein Bed and Breakfast und ein Restaurant – der Stationsname ist noch am Gebäude vorhanden, in kyrillischer Schrift